# Reggae (álbum)
Reggae es un álbum de estudio del músico estadounidense Herbie Mann. Fue publicado en julio de 1974 a través de Atlantic Records.

## Grabación y contenido
Las sesiones de grabación del álbum tuvieron lugar en los estudios Advision, en Londres, Inglaterra. Geoffrey Haslam produjo el álbum mientras que Gary Martin se desempeñó como ingeniero de audio, siendo asistido por Mike Dunn. Una vez completas las sesiones de grabación, Haslam mezcló el álbum en los estudios Atlantic, en Nueva York. Reggae contenía cuatro canciones. Scott Yanow de AllMusic señaló que “a pesar de su título, la mayor parte de la música de este álbum no es en realidad reggae, sino una mezcla de jazz, R&B y pop”. Junto a Herbie en este álbum se encuentran Mick Taylor, Albert Lee, Pat Rebllot y el grupo de respaldo de Jimmy Cliff, Tommy McCook Band.

## Recepción de la crítica
Un escritor no especificado de Record World escribió: “El extraordinario flautista se deshace de sus antiguas coronas de estilo instrumental por la realeza del reggae en este set”.
En una reseña en retrospectiva para AllMusic, el escritor Scott Yanow declaró: “El flautista Herbie Mann, los guitarristas Mick Taylor y Albert Lee y el tecladista Pat Rebillot se combinan con la banda de ocho integrantes de Tommy McCook para crear música animada y bailable (aunque un poco anticuada)... Los resultados son divertidos, aunque no tan sustanciales”.

## Lista de canciones
| Lado uno |                           |                                   |          |  |
| N.º      | Título                    | Escritor(es)                      | Duración |  |
| 1.       | «Ob-La-Di, Ob-La-Da»      | John Lennon Paul McCartney        | 7:44     |  |
| 2.       | «Rivers of Babylon»       | tradicional, arr. por Herbie Mann | 4:46     |  |
| 3.       | «Swinging Shepherd Blues» | Moe Koffman                       | 8:21     |  |

| Lado dos |           |                               |          |  |
| N.º      | Título    | Escritor(es)                  | Duración |  |
| 1.       | «My Girl» | William Robinson Ronald White | 18:10    |  |

## Créditos y personal
Créditos adaptados desde las notas de álbum de Reggae.
Músicos
- Herbie Mann – flauta
- Mick Taylor – guitarra
- Albert Lee – guitarra
- Pat Rebillot – teclados

The Tommy McCook Band
- Tommy McCook – saxofón tenor
- Bobby Ellis – trompeta
- Rod Bryan – guitarra
- Hux Brown – guitarra
- Gladstone Anderson – piano
- Winston Wright – órgano
- Jackie Jackson – bajo eléctrico
- Michael Richard – batería

Personal técnico
- Geoffrey Haslam – productor, mezclas
- Ahmet Ertegun – productor ejecutivo
- Gary Martin – ingeniero de audio
- Mike Dunn – ingeniero asistente
- Don Brautigam – ilustración
- Paula Bisacca – diseño, directora artística

## Posicionamiento
| Gráfica (1974)                                  | Pico de posición |
| ----------------------------------------------- | ---------------- |
| Estados Unidos (Billboard Top LPs & Tape)       | 141              |
| Estados Unidos (Cash Box Top 100 Albums Cont'd) | 114              |